# Igor Železovski
Igor Železovski (bjeloruski: Ігар Мікалаевіч Жалязоўскі, Orša, Bjelorusija, 7. srpnja 1963. – 12. lipnja 2021.) je bivši sovjetski i bjeloruski brzi klizač. 
U sovjetsko vrijeme trenirao je u klubu Oružanih snaga sportskog društva u Minsku. Prvo se natjecao za Sovjetski Savez, zatim za Zajednicu Neovisni Država, a na kraju za Bjelorusiju.
Železovski je osvojio srebro na Svjetskom juniorskom prvenstvu 1982. godine. Specijalizirao se u disciplini sprint, te je postao svjetski prvak 1985., 1986., 1989., 1991., 1992. i 1993. godine. Godine 1987. zbog bolesti osvojio je osmo mjesto, te je odlučio preskočiti prvenstvo 1988. da bi se pripremio za Zimske olimpijske igre u Calgaryu iste godine. Olimpijada je bila razočaravajuća za njega, bio je šesti na 500 m, "samo" treći u svojoj omiljenoj disciplini 1.000 m, te četvrti na 1.500 m. Na preostala dva Svjetska prvenstva 1990. i 1994., bio je treći i šesti.
Njegove posljednje dvije sezone, nakon raspada Sovjetskog Saveza, natjecao se za Bjelorusiju. Nakon što je završio svoju karijeru 1994. postao je predsjednik klizačkog sindikata Bjelorusije, te je na tom položaju ostao nekoliko godina.

## Medalje
Pregled medalja Igora Železovskog na važnijim natjecanjima, prikazujući godine u kojoj je osvojena madalja:
| natjecanje                   | zlato                                          | srebro          | bronca                        |
| Olimpijske igre              | –                                              | 1994. (1.000 m) | 1988. (1.000 m)               |
| Svjetsko prvenstvo           | 1985. 1986. 1989. 1991. 1992. 1993.            | –               | 1990.                         |
| Svjetski kup                 | 1991. (1.000 m) 1992 (1.000 m) 1993. (1.000 m) | –               | 1993. (500 m) 1994. (1.000 m) |
| Svjetsko juniorsko prvenstvo | –                                              | 1982.           | –                             |
| Sovjetski sprint             | 1985. 1986. 1989. 1990. 1991.                  | –               | 1984.                         |

## Osobni rekordi
| disciplina  | rezultat | datum              | mjesto     | svj. rekord |
| ----------- | -------- | ------------------ | ---------- | ----------- |
| 500 m       | 36.49    | 21. prosinac 1985. | Medeo      | 36.57       |
| 1.000 m     | 1:12.58  | 25. veljača 1989.  | Heerenveen | 1:12.58     |
| 1.500 m     | 1:52.50  | 5. prosinac 1987.  | Calgary    | 1:52.70     |
| 3.000 m     | 4:12.85  | 9. siječnja 1988.  | Davos      | 3:59.27     |
| 5.000 m     | 7:09.84  | 25. ožujak 1983.   | Medeo      | 6:54.66     |
| 10.000 m    | 15:40.82 | 26. ožujak 1983.   | Medeo      | 14:23.59    |
| kombinacija | 166.201  | 26 March 1983      | Medeo      | 162.973     |

Izvor: SpeedskatingResults.com